# Viaducto de Barentin
El viaducto de Barentin (también conocido como Pont Austreberthe), cruza el río Austreberthe en la Línea París-Le Havre cerca de la ciudad de Barentin (Sena Marítimo), Normandía, Francia, y está situado a unas 12 millas (19 km) de la ciudad de Ruan. Proyectado por el ingeniero británico Joseph Locke, fue inaugurado en 1847, después de haber colapsado un año antes cuando se estaba rematando su construcción.

## Características
El viaducto ferroviario está construido en ladrillo. Consta de 27 arcos con una altura máxima de 100 pies (30 m), y su longitud total es de 600 yardas (549 m).

## Historia

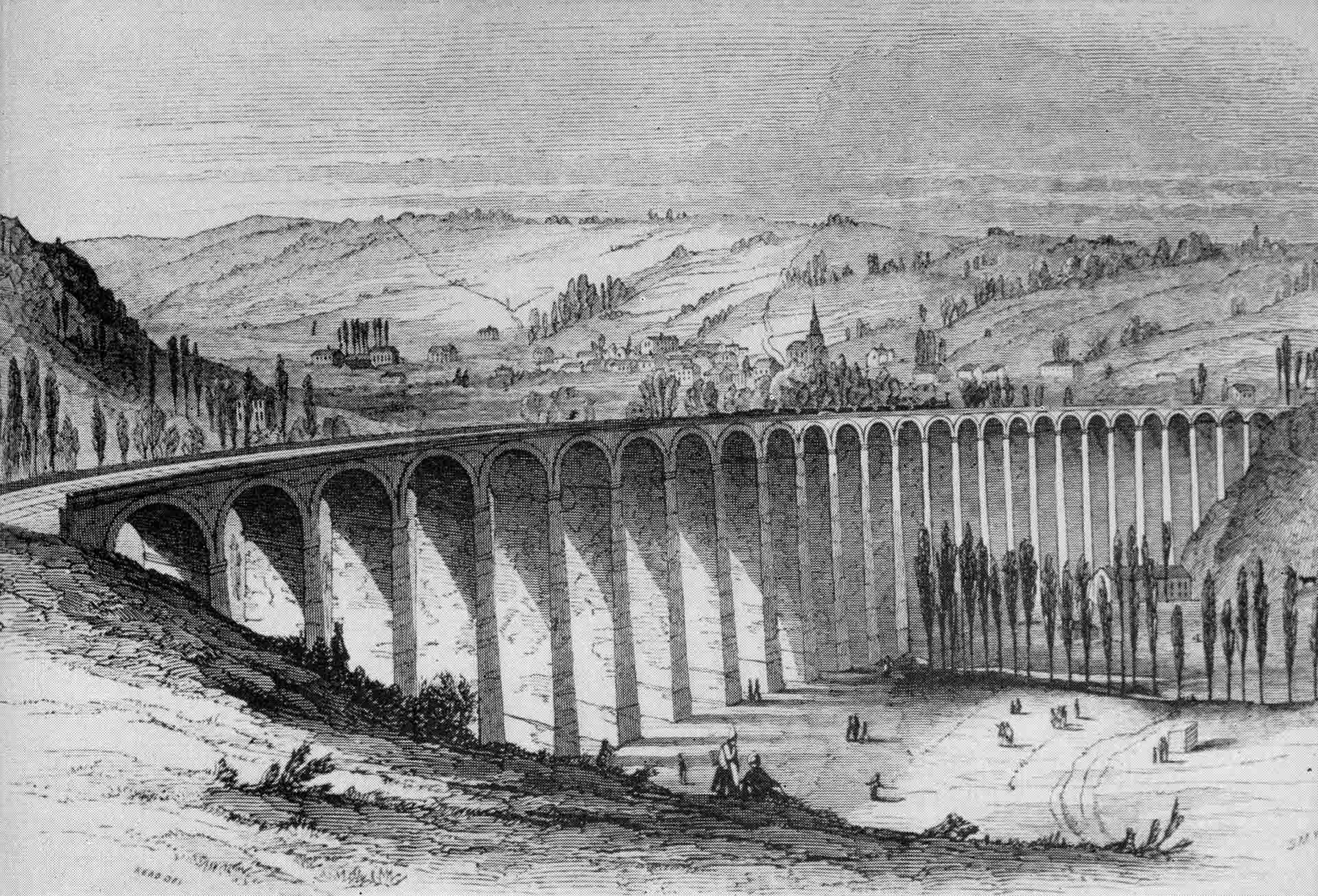
El viaducto de Barentin una vez reparado

La estructura fue proyectada por el ingeniero británico Joseph Locke, siendo encargada su ejecución a los contratistas también británicos William Mackenzie y Thomas Brassey.
Poco después de su finalización, después de varios días de fuertes lluvias, el viaducto se derrumbó el 10 de enero de 1846. Nunca se determinó la causa del colapso. Una teoría era que se había cargado con el balasto antes de que el mortero estuviera seco. Otra teoría culpó al mortero de cal que se había obtenido de proveedores locales. Cualquiera que sea la causa, Brassey reconstruyó el viaducto a sus expensas, esta vez usando cal de su propia elección. El viaducto reabrió sus puertas en 1847 y sigue en pie y en uso en la actualidad.
La carretera local D-47 también cruza bajo el viaducto, que cuenta con un sistema de postes de electrificación soportados por unos jabalcones añadidos a sus paramentos exteriores.

## En la cultura popular
- La construcción del viaducto se menciona en el cuento titulado "Junction" de Julian Barnes, publicado en su volumen de 1996 Cross Channel.